# Ascheffel
Ascheffel là một đô thị thuộc quận Rendsburg-Eckernförde, bang Schleswig-Holstein.
vị trí của Ascheffel is south of the municipality of Hummelfeld, but north of Ahlefeld-Bistensee, and east of Brekendorf.